# 가쓰라촌 (야마나시현)
가쓰라촌(桂村)은 야마나시현 미나미쓰루군에 있던 촌이다. 이의 쓰루시, 후지요시다시, 니시카쓰라정에 해당한다.

## 역사
- 1875년 1월 - 미나미쓰루군 8촌이 합병해 가쓰라촌으로 개칭해 성립하였다.
- 1878년 7월 22일 - 군구정촌 편제법에 의해 미나미쓰루군에 소속되었다.
- 1889년 4월 1일 - 정촌제 시행에 의해 가쓰라촌 단독으로 자치체를 형성하였다.
- 1893년 6월 3일 - 가쓰라촌이 분할해 히가시카쓰라촌의 일부, 니시카쓰라촌의 일부가 성립하였다.

## 참고문헌
- 角川日本地名大辞典 19 山梨県